# Mesostenus obtusus
Mesostenus obtusus är en stekelart som beskrevs av Setsuya Momoi 1966. Mesostenus obtusus ingår i släktet Mesostenus och familjen brokparasitsteklar. Inga underarter finns listade i Catalogue of Life.